# Omloop Het Nieuwsblad 2022
Omloop Het Nieuwsblad 2022 var den 77. udgave af det belgiske cykelløb Omloop Het Nieuwsblad. Det godt 200 km lange linjeløb blev kørt den 26. februar 2022 med start i Gent og mål i Ninove i Østflandern. Løbet var andet arrangement på UCI World Tour 2022. Det blev kørt samme dag som syvende og sidste etape af UAE Tour. Løbet blev vundet af belgiske Wout van Aert fra Team Jumbo-Visma.

## Resultater
| \| Samlede stilling \| Samlede stilling \| Samlede stilling \| Samlede stilling \| Samlede stilling \| \| Rytter \| Rytter \| Hold \| Tid \| \| \| ---------------- \| ------------------ \| ---------------------------------- \| ---------------- \| ---------------- \| \| 1. \| Wout van Aert \| Jumbo-Visma \| 4t 50' 26" \| \| \| 2. \| Sonny Colbrelli \| Bahrain Victorious \| + 22" \| \| \| 3. \| Greg Van Avermaet \| AG2R Citroën Team \| + 22" \| \| \| 4. \| Oliver Naesen \| AG2R Citroën Team \| + 22" \| \| \| 5. \| Victor Campenaerts \| Lotto-Soudal \| + 22" \| \| \| 6. \| Rasmus Tiller \| Uno-X Pro Cycling Team \| + 22" \| \| \| 7. \| Matteo Trentin \| UAE Team Emirates \| + 22" \| \| \| 8. \| Andrea Pasqualon \| Intermarché-Wanty-Gobert Matériaux \| + 22" \| \| \| 9. \| Florian Sénéchal \| Quick-Step Alpha Vinyl \| + 22" \| \| \| 10. \| Jasper Stuyven \| Trek-Segafredo \| + 22" \| \| |                    |                                    |            |
| |                    |                                    |            |
| Kilde: ProCyclingStats |                    |                                    |            |
| Samlede stilling |                    |                                    |            |
| Rytter | Rytter             | Hold                               | Tid        |
| 1. | Wout van Aert      | Jumbo-Visma                        | 4t 50' 26" |
| 2. | Sonny Colbrelli    | Bahrain Victorious                 | + 22"      |
| 3. | Greg Van Avermaet  | AG2R Citroën Team                  | + 22"      |
| 4. | Oliver Naesen      | AG2R Citroën Team                  | + 22"      |
| 5. | Victor Campenaerts | Lotto-Soudal                       | + 22"      |
| 6. | Rasmus Tiller      | Uno-X Pro Cycling Team             | + 22"      |
| 7. | Matteo Trentin     | UAE Team Emirates                  | + 22"      |
| 8. | Andrea Pasqualon   | Intermarché-Wanty-Gobert Matériaux | + 22"      |
| 9. | Florian Sénéchal   | Quick-Step Alpha Vinyl             | + 22"      |
| 10. | Jasper Stuyven     | Trek-Segafredo                     | + 22"      |

## Hold og ryttere
| UCI WorldTeams (18)- AG2R Citroën Team - Astana Qazaqstan Team - Bahrain Victorious - Bora-Hansgrohe - Cofidis - EF Education-EasyPost - Groupama-FDJ - Ineos Grenadiers - Intermarché-Wanty-Gobert Matériaux - Israel-Premier Tech - Jumbo-Visma - Lotto-Soudal - Movistar Team - Quick-Step Alpha Vinyl - BikeExchange-Jayco - Team DSM - Trek-Segafredo - UAE Team Emirates UCI ProTeams (7)- Sport Vlaanderen-Baloise - Bingoal Pauwels Sauces WB - Alpecin-Fenix - TotalEnergies - B&B Hotels-KTM - Uno-X Pro Cycling Team - Arkéa-Samsic |
| |

### Danske ryttere
| Danske ryttere på startlisten |                      |                        |           |
| Rygnummer                     | Rytter               | Hold                   | Placering |
| 5                             | Kasper Asgreen       | Quick-Step Alpha Vinyl | 76        |
| 102                           | Michael Valgren      | EF Education-EasyPost  | DNF       |
| 165                           | Søren Kragh Andersen | Team DSM               | 103       |
| 243                           | Morten Hulgaard      | Uno-X Pro Cycling Team | 85        |

* DNF = gennemførte ikke

### Startliste
| Quick-Step Alpha Vinyl QST | Quick-Step Alpha Vinyl QST | Quick-Step Alpha Vinyl QST |
| -------------------------- | -------------------------- | -------------------------- |
| Nr.                        | Rytter                     | Placering                  |
| 1                          | Yves Lampaert (BEL)        | 72.                        |
| 2                          | Bert Van Lerberghe (BEL)   | DNF                        |
| 3                          | Josef Černý (CZE)          | DNF                        |
| 4                          | Iljo Keisse (BEL)          | DNF                        |
| 5                          | Kasper Asgreen (DEN)       | 76.                        |
| 6                          | Florian Sénéchal (FRA)     | 9.                         |
| 7                          | Zdeněk Štybar (CZE)        | 62.                        |

| Jumbo-Visma TJV | Jumbo-Visma TJV                | Jumbo-Visma TJV |
| --------------- | ------------------------------ | --------------- |
| Nr.             | Rytter                         | Placering       |
| 11              | Wout van Aert (BEL) (landevej) | 1.              |
| 12              | Pascal Eenkhoorn (NED)         | 67.             |
| 13              | Edoardo Affini (ITA)           | DNF             |
| 14              | Mike Teunissen (NED)           | 24.             |
| 15              | Tiesj Benoot (BEL)             | 66.             |
| 16              | Tosh Van der Sande (BEL)       | 120.            |
| 17              | Nathan Van Hooydonck (BEL)     | 68.             |

| Lotto-Soudal LTS | Lotto-Soudal LTS         | Lotto-Soudal LTS |
| ---------------- | ------------------------ | ---------------- |
| Nr.              | Rytter                   | Placering        |
| 21               | Philippe Gilbert (BEL)   | 40.              |
| 22               | Victor Campenaerts (BEL) | 5.               |
| 23               | Jasper De Buyst (BEL)    | 32.              |
| 24               | Brent Van Moer (BEL)     | 39.              |
| 25               | Florian Vermeersch (BEL) | 61.              |
| 26               | Tim Wellens (BEL)        | DNS              |
| 27               | Harry Sweeny (AUS)       | 123.             |

| Intermarché-Wanty-Gobert Matériaux IWG | Intermarché-Wanty-Gobert Matériaux IWG | Intermarché-Wanty-Gobert Matériaux IWG |
| -------------------------------------- | -------------------------------------- | -------------------------------------- |
| Nr.                                    | Rytter                                 | Placering                              |
| 31                                     | Sven Erik Bystrøm (NOR)                | 89.                                    |
| 32                                     | Dimitri Claeys (BEL)                   | 83.                                    |
| 33                                     | Aimé De Gendt (BEL)                    | 71.                                    |
| 34                                     | Andrea Pasqualon (ITA)                 | 8.                                     |
| 35                                     | Adrien Petit (FRA)                     | 82.                                    |
| 36                                     | Alexander Kristoff (NOR)               | 60.                                    |
| 37                                     | Loïc Vliegen (BEL)                     | 51.                                    |

| AG2R Citroën Team ACT | AG2R Citroën Team ACT   | AG2R Citroën Team ACT |
| --------------------- | ----------------------- | --------------------- |
| Nr.                   | Rytter                  | Placering             |
| 41                    | Greg Van Avermaet (BEL) | 3.                    |
| 42                    | Oliver Naesen (BEL)     | 4.                    |
| 43                    | Lawrence Naesen (BEL)   | DNF                   |
| 44                    | Michael Schär (SUI)     | 102.                  |
| 45                    | Damien Touzé (FRA)      | 52.                   |
| 46                    | Stan Dewulf (BEL)       | 45.                   |
| 47                    | Gijs Van Hoecke (BEL)   | 91.                   |

| Trek-Segafredo TFS | Trek-Segafredo TFS            | Trek-Segafredo TFS |
| ------------------ | ----------------------------- | ------------------ |
| Nr.                | Rytter                        | Placering          |
| 51                 | Jasper Stuyven (BEL)          | 10.                |
| 52                 | Edward Theuns (BEL)           | 100.               |
| 53                 | Alex Kirsch (LUX)             | 15.                |
| 54                 | Toms Skujiņš (LAT) (landevej) | 50.                |
| 55                 | Markus Hoelgaard (NOR)        | DNF                |
| 56                 | Daan Hoole (NED)              | 101.               |
| 57                 | Otto Vergaerde (BEL)          | 97.                |

| Astana Qazaqstan Team AST | Astana Qazaqstan Team AST         | Astana Qazaqstan Team AST |
| ------------------------- | --------------------------------- | ------------------------- |
| Nr.                       | Rytter                            | Placering                 |
| 61                        | Gianni Moscon (ITA)               | 122.                      |
| 62                        | Jevgenij Fedorov (KAZ) (landevej) | DNF                       |
| 63                        | Michele Gazzoli (ITA)             | DNF                       |
| 64                        | Dmitrij Gruzdev (KAZ)             | 92.                       |
| 65                        | Aleksej Lutsenko (KAZ)            | DNF                       |
| 66                        | Leonardo Basso (ITA)              | 121.                      |
| 67                        | Davide Martinelli (ITA)           | DNF                       |

| Bahrain Victorious TBV | Bahrain Victorious TBV           | Bahrain Victorious TBV |
| ---------------------- | -------------------------------- | ---------------------- |
| Nr.                    | Rytter                           | Placering              |
| 71                     | Sonny Colbrelli (ITA) (landevej) | 2.                     |
| 72                     | Heinrich Haussler (AUS)          | 22.                    |
| 73                     | Phil Bauhaus (GER)               | DNF                    |
| 74                     | Matej Mohorič (SLO) (landevej)   | 17.                    |
| 75                     | Kamil Gradek (POL)               | 81.                    |
| 76                     | Luis León Sánchez (ESP)          | 74.                    |
| 77                     | Fred Wright (GBR)                | 20.                    |

| Bora-Hansgrohe BOH | Bora-Hansgrohe BOH      | Bora-Hansgrohe BOH |
| ------------------ | ----------------------- | ------------------ |
| Nr.                | Rytter                  | Placering          |
| 81                 | Patrick Gamper (AUT)    | 118.               |
| 82                 | Marco Haller (AUT)      | DNF                |
| 83                 | Jonas Koch (GER)        | 47.                |
| 84                 | Jordi Meeus (BEL)       | 114.               |
| 85                 | Nils Politt (GER)       | 27.                |
| 86                 | Lukas Pöstlberger (AUT) | 115.               |
| 87                 | Ide Schelling (NED)     | DNF                |

| Cofidis COF | Cofidis COF             | Cofidis COF |
| ----------- | ----------------------- | ----------- |
| Nr.         | Rytter                  | Placering   |
| 91          | Bryan Coquard (FRA)     | 41.         |
| 92          | Tom Bohli (SUI)         | 79.         |
| 93          | Piet Allegaert (BEL)    | DNF         |
| 94          | Eddy Finé (FRA)         | DNF         |
| 95          | Kenneth Vanbilsen (BEL) | DNF         |
| 96          | Simone Consonni (ITA)   | 53.         |
| 97          | Szymon Sajnok (POL)     | DNF         |

| EF Education-EasyPost EFE | EF Education-EasyPost EFE | EF Education-EasyPost EFE |
| ------------------------- | ------------------------- | ------------------------- |
| Nr.                       | Rytter                    | Placering                 |
| 101                       | Jens Keukeleire (BEL)     | 93.                       |
| 102                       | Michael Valgren (DEN)     | DNF                       |
| 103                       | Owain Doull (GBR)         | 16.                       |
| 104                       | Ben Healy (IRL)           | 75.                       |
| 105                       | Thomas Scully (NZL)       | DNF                       |
| 106                       | Julius van den Berg (NED) | DNF                       |
| 107                       | Łukasz Wiśniowski (POL)   | DNF                       |

| Groupama-FDJ GFC | Groupama-FDJ GFC        | Groupama-FDJ GFC |
| ---------------- | ----------------------- | ---------------- |
| Nr.              | Rytter                  | Placering        |
| 111              | Lewis Askey (GBR)       | 78.              |
| 113              | Stefan Küng (SUI)       | 12.              |
| 114              | Olivier Le Gac (FRA)    | 69.              |
| 115              | Fabian Lienhard (SUI)   | 38.              |
| 116              | Tobias Ludvigsson (SWE) | 19.              |
| 117              | Antoine Duchesne (CAN)  | DNF              |

| Ineos Grenadiers IGD | Ineos Grenadiers IGD       | Ineos Grenadiers IGD |
| -------------------- | -------------------------- | -------------------- |
| Nr.                  | Rytter                     | Placering            |
| 121                  | Tom Pidcock (GBR)          | 18.                  |
| 122                  | Ethan Hayter (GBR)         | 21.                  |
| 123                  | Cameron Wurf (AUS)         | DNF                  |
| 124                  | Jhonatan Narváez (ECU)     | 34.                  |
| 125                  | Ben Turner (GBR)           | 59.                  |
| 126                  | Magnus Sheffield (USA)     | 108.                 |
| 127                  | Ben Swift (GBR) (landevej) | 49.                  |

| Israel-Premier Tech IPT | Israel-Premier Tech IPT           | Israel-Premier Tech IPT |
| ----------------------- | --------------------------------- | ----------------------- |
| Nr.                     | Rytter                            | Placering               |
| 131                     | Sep Vanmarcke (BEL)               | DNS                     |
| 132                     | Guillaume Boivin (CAN) (landevej) | 33.                     |
| 133                     | Simon Clarke (AUS)                | 11.                     |
| 134                     | Corbin Strong (NZL)               | DNF                     |
| 135                     | Hugo Houle (CAN)                  | 73.                     |
| 136                     | Tom Van Asbroeck (BEL)            | 70.                     |
| 137                     | Jenthe Biermans (BEL)             | 37.                     |

| Movistar Team MOV | Movistar Team MOV         | Movistar Team MOV |
| ----------------- | ------------------------- | ----------------- |
| Nr.               | Rytter                    | Placering         |
| 141               | Alex Aranburu (ESP)       | 13.               |
| 142               | Oier Lazkano (ESP)        | 63.               |
| 143               | Iván García Cortina (ESP) | 30.               |
| 144               | Juri Hollmann (GER)       | 86.               |
| 145               | Johan Jacobs (SUI)        | DNF               |
| 146               | Lluís Mas (ESP)           | 111.              |

| BikeExchange-Jayco BEX | BikeExchange-Jayco BEX   | BikeExchange-Jayco BEX |
| ---------------------- | ------------------------ | ---------------------- |
| Nr.                    | Rytter                   | Placering              |
| 151                    | Lawson Craddock (USA)    | DNF                    |
| 152                    | Luke Durbridge (AUS)     | DNF                    |
| 153                    | Alexander Konysjev (ITA) | DNF                    |
| 154                    | Dion Smith (NZL)         | 112.                   |
| 155                    | Jan Maas (NED)           | 109.                   |

| Team DSM DSM | Team DSM DSM                  | Team DSM DSM |
| ------------ | ----------------------------- | ------------ |
| Nr.          | Rytter                        | Placering    |
| 161          | John Degenkolb (GER)          | 43.          |
| 162          | Marius Mayrhofer (GER)        | DNF          |
| 163          | Nils Eekhoff (NED)            | DNS          |
| 164          | Jonas Iversby Hvideberg (NOR) | 57.          |
| 165          | Søren Kragh Andersen (DEN)    | 103.         |
| 166          | Nikias Arndt (GER)            | DNF          |
| 167          | Leon Heinschke (GER)          | DNF          |

| UAE Team Emirates UAD | UAE Team Emirates UAD      | UAE Team Emirates UAD |
| --------------------- | -------------------------- | --------------------- |
| Nr.                   | Rytter                     | Placering             |
| 171                   | Fernando Gaviria (COL)     | DNF                   |
| 172                   | Alessandro Covi (ITA)      | DNF                   |
| 173                   | Ryan Gibbons (RSA)         | 110.                  |
| 174                   | Vegard Stake Laengen (NOR) | 80.                   |
| 175                   | Oliviero Troia (ITA)       | DNF                   |
| 176                   | Rui Oliveira (POR)         | 64.                   |
| 177                   | Matteo Trentin (ITA)       | 7.                    |

| Alpecin-Fenix AFC | Alpecin-Fenix AFC              | Alpecin-Fenix AFC |
| ----------------- | ------------------------------ | ----------------- |
| Nr.               | Rytter                         | Placering         |
| 181               | Dries De Bondt (BEL)           | 31.               |
| 182               | Tobias Bayer (AUT)             | 117.              |
| 183               | Michael Gogl (AUT)             | 58.               |
| 184               | Xandro Meurisse (BEL)          | 54.               |
| 185               | Senne Leysen (BEL)             | 94.               |
| 186               | Maurice Ballerstedt (GER)      | DNF               |
| 187               | Guillaume Van Keirsbulck (BEL) | 90.               |

| B&B Hotels-KTM BBK | B&B Hotels-KTM BBK     | B&B Hotels-KTM BBK |
| ------------------ | ---------------------- | ------------------ |
| Nr.                | Rytter                 | Placering          |
| 191                | Cyril Barthe (FRA)     | DNF                |
| 192                | Quentin Jauregui (FRA) | DNF                |
| 193                | Jérémy Lecroq (FRA)    | 99.                |
| 194                | Cyril Lemoine (FRA)    | 124.               |
| 195                | Julien Morice (FRA)    | 113.               |
| 196                | Luca Mozzato (ITA)     | 26.                |
| 197                | Jordi Warlop (BEL)     | 36.                |

| Bingoal Pauwels Sauces WB BWB | Bingoal Pauwels Sauces WB BWB | Bingoal Pauwels Sauces WB BWB |
| ----------------------------- | ----------------------------- | ----------------------------- |
| Nr.                           | Rytter                        | Placering                     |
| 201                           | Timothy Dupont (BEL)          | 106.                          |
| 202                           | Arjen Livyns (BEL)            | 29.                           |
| 203                           | Stanisław Aniołkowski (POL)   | 95.                           |
| 204                           | Louis Blouwe (BEL)            | 88.                           |
| 205                           | Laurenz Rex (BEL)             | 44.                           |
| 206                           | Ludovic Robeet (BEL)          | DNF                           |
| 207                           | Mathijs Paasschens (NED)      | DNF                           |

| Sport Vlaanderen-Baloise SVB | Sport Vlaanderen-Baloise SVB | Sport Vlaanderen-Baloise SVB |
| ---------------------------- | ---------------------------- | ---------------------------- |
| Nr.                          | Rytter                       | Placering                    |
| 211                          | Sander De Pestel (BEL)       | 84.                          |
| 212                          | Lindsay De Vylder (BEL)      | 104.                         |
| 213                          | Ruben Apers (BEL)            | 116.                         |
| 214                          | Arne Marit (BEL)             | 119.                         |
| 215                          | Aaron Verwilst (BEL)         | 107.                         |
| 216                          | Kenneth Van Rooy (BEL)       | 46.                          |
| 217                          | Ward Vanhoof (BEL)           | 65.                          |

| Arkéa-Samsic ARK | Arkéa-Samsic ARK      | Arkéa-Samsic ARK |
| ---------------- | --------------------- | ---------------- |
| Nr.              | Rytter                | Placering        |
| 221              | Amaury Capiot (BEL)   | 23.              |
| 222              | Donavan Grondin (FRA) | 105.             |
| 223              | Matis Louvel (FRA)    | 14.              |
| 224              | Daniel McLay (GBR)    | 77.              |
| 225              | Kévin Vauquelin (FRA) | 48.              |
| 226              | Clément Russo (FRA)   | 96.              |
| 227              | Connor Swift (GBR)    | 35.              |

| TotalEnergies TEN | TotalEnergies TEN            | TotalEnergies TEN |
| ----------------- | ---------------------------- | ----------------- |
| Nr.               | Rytter                       | Placering         |
| 231               | Peter Sagan (SVK) (landevej) | 98.               |
| 232               | Edvald Boasson Hagen (NOR)   | DNF               |
| 233               | Dries Van Gestel (BEL)       | 25.               |
| 234               | Daniel Oss (ITA)             | 55.               |
| 235               | Geoffrey Soupe (FRA)         | DNF               |
| 236               | Christopher Lawless (GBR)    | DNF               |
| 237               | Anthony Turgis (FRA)         | DNF               |

| Uno-X Pro Cycling Team UXT | Uno-X Pro Cycling Team UXT       | Uno-X Pro Cycling Team UXT |
| -------------------------- | -------------------------------- | -------------------------- |
| Nr.                        | Rytter                           | Placering                  |
| 241                        | Jonas Abrahamsen (NOR)           | DNF                        |
| 242                        | Fredrik Dversnes (NOR)           | 28.                        |
| 243                        | Morten Hulgaard (DEN)            | 85.                        |
| 244                        | Anders Halland Johannessen (NOR) | 56.                        |
| 245                        | Erik Nordsæter Resell (NOR)      | 87.                        |
| 246                        | Anders Skaarseth (NOR)           | 42.                        |
| 247                        | Rasmus Tiller (NOR)              | 6.                         |

| Quick-Step Alpha Vinyl QST | Quick-Step Alpha Vinyl QST | Quick-Step Alpha Vinyl QST |
| -------------------------- | -------------------------- | -------------------------- |
| Nr.                        | Rytter                     | Placering                  |
| 1                          | Yves Lampaert (BEL)        | 72.                        |
| 2                          | Bert Van Lerberghe (BEL)   | DNF                        |
| 3                          | Josef Černý (CZE)          | DNF                        |
| 4                          | Iljo Keisse (BEL)          | DNF                        |
| 5                          | Kasper Asgreen (DEN)       | 76.                        |
| 6                          | Florian Sénéchal (FRA)     | 9.                         |
| 7                          | Zdeněk Štybar (CZE)        | 62.                        |

| Jumbo-Visma TJV | Jumbo-Visma TJV                | Jumbo-Visma TJV |
| --------------- | ------------------------------ | --------------- |
| Nr.             | Rytter                         | Placering       |
| 11              | Wout van Aert (BEL) (landevej) | 1.              |
| 12              | Pascal Eenkhoorn (NED)         | 67.             |
| 13              | Edoardo Affini (ITA)           | DNF             |
| 14              | Mike Teunissen (NED)           | 24.             |
| 15              | Tiesj Benoot (BEL)             | 66.             |
| 16              | Tosh Van der Sande (BEL)       | 120.            |
| 17              | Nathan Van Hooydonck (BEL)     | 68.             |

| Lotto-Soudal LTS | Lotto-Soudal LTS         | Lotto-Soudal LTS |
| ---------------- | ------------------------ | ---------------- |
| Nr.              | Rytter                   | Placering        |
| 21               | Philippe Gilbert (BEL)   | 40.              |
| 22               | Victor Campenaerts (BEL) | 5.               |
| 23               | Jasper De Buyst (BEL)    | 32.              |
| 24               | Brent Van Moer (BEL)     | 39.              |
| 25               | Florian Vermeersch (BEL) | 61.              |
| 26               | Tim Wellens (BEL)        | DNS              |
| 27               | Harry Sweeny (AUS)       | 123.             |

| Intermarché-Wanty-Gobert Matériaux IWG | Intermarché-Wanty-Gobert Matériaux IWG | Intermarché-Wanty-Gobert Matériaux IWG |
| -------------------------------------- | -------------------------------------- | -------------------------------------- |
| Nr.                                    | Rytter                                 | Placering                              |
| 31                                     | Sven Erik Bystrøm (NOR)                | 89.                                    |
| 32                                     | Dimitri Claeys (BEL)                   | 83.                                    |
| 33                                     | Aimé De Gendt (BEL)                    | 71.                                    |
| 34                                     | Andrea Pasqualon (ITA)                 | 8.                                     |
| 35                                     | Adrien Petit (FRA)                     | 82.                                    |
| 36                                     | Alexander Kristoff (NOR)               | 60.                                    |
| 37                                     | Loïc Vliegen (BEL)                     | 51.                                    |

| AG2R Citroën Team ACT | AG2R Citroën Team ACT   | AG2R Citroën Team ACT |
| --------------------- | ----------------------- | --------------------- |
| Nr.                   | Rytter                  | Placering             |
| 41                    | Greg Van Avermaet (BEL) | 3.                    |
| 42                    | Oliver Naesen (BEL)     | 4.                    |
| 43                    | Lawrence Naesen (BEL)   | DNF                   |
| 44                    | Michael Schär (SUI)     | 102.                  |
| 45                    | Damien Touzé (FRA)      | 52.                   |
| 46                    | Stan Dewulf (BEL)       | 45.                   |
| 47                    | Gijs Van Hoecke (BEL)   | 91.                   |

| Trek-Segafredo TFS | Trek-Segafredo TFS            | Trek-Segafredo TFS |
| ------------------ | ----------------------------- | ------------------ |
| Nr.                | Rytter                        | Placering          |
| 51                 | Jasper Stuyven (BEL)          | 10.                |
| 52                 | Edward Theuns (BEL)           | 100.               |
| 53                 | Alex Kirsch (LUX)             | 15.                |
| 54                 | Toms Skujiņš (LAT) (landevej) | 50.                |
| 55                 | Markus Hoelgaard (NOR)        | DNF                |
| 56                 | Daan Hoole (NED)              | 101.               |
| 57                 | Otto Vergaerde (BEL)          | 97.                |

| Astana Qazaqstan Team AST | Astana Qazaqstan Team AST         | Astana Qazaqstan Team AST |
| ------------------------- | --------------------------------- | ------------------------- |
| Nr.                       | Rytter                            | Placering                 |
| 61                        | Gianni Moscon (ITA)               | 122.                      |
| 62                        | Jevgenij Fedorov (KAZ) (landevej) | DNF                       |
| 63                        | Michele Gazzoli (ITA)             | DNF                       |
| 64                        | Dmitrij Gruzdev (KAZ)             | 92.                       |
| 65                        | Aleksej Lutsenko (KAZ)            | DNF                       |
| 66                        | Leonardo Basso (ITA)              | 121.                      |
| 67                        | Davide Martinelli (ITA)           | DNF                       |

| Bahrain Victorious TBV | Bahrain Victorious TBV           | Bahrain Victorious TBV |
| ---------------------- | -------------------------------- | ---------------------- |
| Nr.                    | Rytter                           | Placering              |
| 71                     | Sonny Colbrelli (ITA) (landevej) | 2.                     |
| 72                     | Heinrich Haussler (AUS)          | 22.                    |
| 73                     | Phil Bauhaus (GER)               | DNF                    |
| 74                     | Matej Mohorič (SLO) (landevej)   | 17.                    |
| 75                     | Kamil Gradek (POL)               | 81.                    |
| 76                     | Luis León Sánchez (ESP)          | 74.                    |
| 77                     | Fred Wright (GBR)                | 20.                    |

| Bora-Hansgrohe BOH | Bora-Hansgrohe BOH      | Bora-Hansgrohe BOH |
| ------------------ | ----------------------- | ------------------ |
| Nr.                | Rytter                  | Placering          |
| 81                 | Patrick Gamper (AUT)    | 118.               |
| 82                 | Marco Haller (AUT)      | DNF                |
| 83                 | Jonas Koch (GER)        | 47.                |
| 84                 | Jordi Meeus (BEL)       | 114.               |
| 85                 | Nils Politt (GER)       | 27.                |
| 86                 | Lukas Pöstlberger (AUT) | 115.               |
| 87                 | Ide Schelling (NED)     | DNF                |

| Cofidis COF | Cofidis COF             | Cofidis COF |
| ----------- | ----------------------- | ----------- |
| Nr.         | Rytter                  | Placering   |
| 91          | Bryan Coquard (FRA)     | 41.         |
| 92          | Tom Bohli (SUI)         | 79.         |
| 93          | Piet Allegaert (BEL)    | DNF         |
| 94          | Eddy Finé (FRA)         | DNF         |
| 95          | Kenneth Vanbilsen (BEL) | DNF         |
| 96          | Simone Consonni (ITA)   | 53.         |
| 97          | Szymon Sajnok (POL)     | DNF         |

| EF Education-EasyPost EFE | EF Education-EasyPost EFE | EF Education-EasyPost EFE |
| ------------------------- | ------------------------- | ------------------------- |
| Nr.                       | Rytter                    | Placering                 |
| 101                       | Jens Keukeleire (BEL)     | 93.                       |
| 102                       | Michael Valgren (DEN)     | DNF                       |
| 103                       | Owain Doull (GBR)         | 16.                       |
| 104                       | Ben Healy (IRL)           | 75.                       |
| 105                       | Thomas Scully (NZL)       | DNF                       |
| 106                       | Julius van den Berg (NED) | DNF                       |
| 107                       | Łukasz Wiśniowski (POL)   | DNF                       |

| Groupama-FDJ GFC | Groupama-FDJ GFC        | Groupama-FDJ GFC |
| ---------------- | ----------------------- | ---------------- |
| Nr.              | Rytter                  | Placering        |
| 111              | Lewis Askey (GBR)       | 78.              |
| 113              | Stefan Küng (SUI)       | 12.              |
| 114              | Olivier Le Gac (FRA)    | 69.              |
| 115              | Fabian Lienhard (SUI)   | 38.              |
| 116              | Tobias Ludvigsson (SWE) | 19.              |
| 117              | Antoine Duchesne (CAN)  | DNF              |

| Ineos Grenadiers IGD | Ineos Grenadiers IGD       | Ineos Grenadiers IGD |
| -------------------- | -------------------------- | -------------------- |
| Nr.                  | Rytter                     | Placering            |
| 121                  | Tom Pidcock (GBR)          | 18.                  |
| 122                  | Ethan Hayter (GBR)         | 21.                  |
| 123                  | Cameron Wurf (AUS)         | DNF                  |
| 124                  | Jhonatan Narváez (ECU)     | 34.                  |
| 125                  | Ben Turner (GBR)           | 59.                  |
| 126                  | Magnus Sheffield (USA)     | 108.                 |
| 127                  | Ben Swift (GBR) (landevej) | 49.                  |

| Israel-Premier Tech IPT | Israel-Premier Tech IPT           | Israel-Premier Tech IPT |
| ----------------------- | --------------------------------- | ----------------------- |
| Nr.                     | Rytter                            | Placering               |
| 131                     | Sep Vanmarcke (BEL)               | DNS                     |
| 132                     | Guillaume Boivin (CAN) (landevej) | 33.                     |
| 133                     | Simon Clarke (AUS)                | 11.                     |
| 134                     | Corbin Strong (NZL)               | DNF                     |
| 135                     | Hugo Houle (CAN)                  | 73.                     |
| 136                     | Tom Van Asbroeck (BEL)            | 70.                     |
| 137                     | Jenthe Biermans (BEL)             | 37.                     |

| Movistar Team MOV | Movistar Team MOV         | Movistar Team MOV |
| ----------------- | ------------------------- | ----------------- |
| Nr.               | Rytter                    | Placering         |
| 141               | Alex Aranburu (ESP)       | 13.               |
| 142               | Oier Lazkano (ESP)        | 63.               |
| 143               | Iván García Cortina (ESP) | 30.               |
| 144               | Juri Hollmann (GER)       | 86.               |
| 145               | Johan Jacobs (SUI)        | DNF               |
| 146               | Lluís Mas (ESP)           | 111.              |

| BikeExchange-Jayco BEX | BikeExchange-Jayco BEX   | BikeExchange-Jayco BEX |
| ---------------------- | ------------------------ | ---------------------- |
| Nr.                    | Rytter                   | Placering              |
| 151                    | Lawson Craddock (USA)    | DNF                    |
| 152                    | Luke Durbridge (AUS)     | DNF                    |
| 153                    | Alexander Konysjev (ITA) | DNF                    |
| 154                    | Dion Smith (NZL)         | 112.                   |
| 155                    | Jan Maas (NED)           | 109.                   |

| Team DSM DSM | Team DSM DSM                  | Team DSM DSM |
| ------------ | ----------------------------- | ------------ |
| Nr.          | Rytter                        | Placering    |
| 161          | John Degenkolb (GER)          | 43.          |
| 162          | Marius Mayrhofer (GER)        | DNF          |
| 163          | Nils Eekhoff (NED)            | DNS          |
| 164          | Jonas Iversby Hvideberg (NOR) | 57.          |
| 165          | Søren Kragh Andersen (DEN)    | 103.         |
| 166          | Nikias Arndt (GER)            | DNF          |
| 167          | Leon Heinschke (GER)          | DNF          |

| UAE Team Emirates UAD | UAE Team Emirates UAD      | UAE Team Emirates UAD |
| --------------------- | -------------------------- | --------------------- |
| Nr.                   | Rytter                     | Placering             |
| 171                   | Fernando Gaviria (COL)     | DNF                   |
| 172                   | Alessandro Covi (ITA)      | DNF                   |
| 173                   | Ryan Gibbons (RSA)         | 110.                  |
| 174                   | Vegard Stake Laengen (NOR) | 80.                   |
| 175                   | Oliviero Troia (ITA)       | DNF                   |
| 176                   | Rui Oliveira (POR)         | 64.                   |
| 177                   | Matteo Trentin (ITA)       | 7.                    |

| Alpecin-Fenix AFC | Alpecin-Fenix AFC              | Alpecin-Fenix AFC |
| ----------------- | ------------------------------ | ----------------- |
| Nr.               | Rytter                         | Placering         |
| 181               | Dries De Bondt (BEL)           | 31.               |
| 182               | Tobias Bayer (AUT)             | 117.              |
| 183               | Michael Gogl (AUT)             | 58.               |
| 184               | Xandro Meurisse (BEL)          | 54.               |
| 185               | Senne Leysen (BEL)             | 94.               |
| 186               | Maurice Ballerstedt (GER)      | DNF               |
| 187               | Guillaume Van Keirsbulck (BEL) | 90.               |

| B&B Hotels-KTM BBK | B&B Hotels-KTM BBK     | B&B Hotels-KTM BBK |
| ------------------ | ---------------------- | ------------------ |
| Nr.                | Rytter                 | Placering          |
| 191                | Cyril Barthe (FRA)     | DNF                |
| 192                | Quentin Jauregui (FRA) | DNF                |
| 193                | Jérémy Lecroq (FRA)    | 99.                |
| 194                | Cyril Lemoine (FRA)    | 124.               |
| 195                | Julien Morice (FRA)    | 113.               |
| 196                | Luca Mozzato (ITA)     | 26.                |
| 197                | Jordi Warlop (BEL)     | 36.                |

| Bingoal Pauwels Sauces WB BWB | Bingoal Pauwels Sauces WB BWB | Bingoal Pauwels Sauces WB BWB |
| ----------------------------- | ----------------------------- | ----------------------------- |
| Nr.                           | Rytter                        | Placering                     |
| 201                           | Timothy Dupont (BEL)          | 106.                          |
| 202                           | Arjen Livyns (BEL)            | 29.                           |
| 203                           | Stanisław Aniołkowski (POL)   | 95.                           |
| 204                           | Louis Blouwe (BEL)            | 88.                           |
| 205                           | Laurenz Rex (BEL)             | 44.                           |
| 206                           | Ludovic Robeet (BEL)          | DNF                           |
| 207                           | Mathijs Paasschens (NED)      | DNF                           |

| Sport Vlaanderen-Baloise SVB | Sport Vlaanderen-Baloise SVB | Sport Vlaanderen-Baloise SVB |
| ---------------------------- | ---------------------------- | ---------------------------- |
| Nr.                          | Rytter                       | Placering                    |
| 211                          | Sander De Pestel (BEL)       | 84.                          |
| 212                          | Lindsay De Vylder (BEL)      | 104.                         |
| 213                          | Ruben Apers (BEL)            | 116.                         |
| 214                          | Arne Marit (BEL)             | 119.                         |
| 215                          | Aaron Verwilst (BEL)         | 107.                         |
| 216                          | Kenneth Van Rooy (BEL)       | 46.                          |
| 217                          | Ward Vanhoof (BEL)           | 65.                          |

| Arkéa-Samsic ARK | Arkéa-Samsic ARK      | Arkéa-Samsic ARK |
| ---------------- | --------------------- | ---------------- |
| Nr.              | Rytter                | Placering        |
| 221              | Amaury Capiot (BEL)   | 23.              |
| 222              | Donavan Grondin (FRA) | 105.             |
| 223              | Matis Louvel (FRA)    | 14.              |
| 224              | Daniel McLay (GBR)    | 77.              |
| 225              | Kévin Vauquelin (FRA) | 48.              |
| 226              | Clément Russo (FRA)   | 96.              |
| 227              | Connor Swift (GBR)    | 35.              |

| TotalEnergies TEN | TotalEnergies TEN            | TotalEnergies TEN |
| ----------------- | ---------------------------- | ----------------- |
| Nr.               | Rytter                       | Placering         |
| 231               | Peter Sagan (SVK) (landevej) | 98.               |
| 232               | Edvald Boasson Hagen (NOR)   | DNF               |
| 233               | Dries Van Gestel (BEL)       | 25.               |
| 234               | Daniel Oss (ITA)             | 55.               |
| 235               | Geoffrey Soupe (FRA)         | DNF               |
| 236               | Christopher Lawless (GBR)    | DNF               |
| 237               | Anthony Turgis (FRA)         | DNF               |

| Uno-X Pro Cycling Team UXT | Uno-X Pro Cycling Team UXT       | Uno-X Pro Cycling Team UXT |
| -------------------------- | -------------------------------- | -------------------------- |
| Nr.                        | Rytter                           | Placering                  |
| 241                        | Jonas Abrahamsen (NOR)           | DNF                        |
| 242                        | Fredrik Dversnes (NOR)           | 28.                        |
| 243                        | Morten Hulgaard (DEN)            | 85.                        |
| 244                        | Anders Halland Johannessen (NOR) | 56.                        |
| 245                        | Erik Nordsæter Resell (NOR)      | 87.                        |
| 246                        | Anders Skaarseth (NOR)           | 42.                        |
| 247                        | Rasmus Tiller (NOR)              | 6.                         |